# Sam Tata
Samuel Bejan Tata RCA (Shanghai, República Popular de la Xina, 30 de setembre de 1911 - Sooke, Colúmbia Britànica, Canadà, 3 de juliol de 2005) va ser un fotògraf i fotoperiodista xinès d'origen parsi. Tata va créixer a Xangai, on va aprendre la base de la fotografia de la mà de diversos mentors, com Lang Jingshan i Liu Xucang. Durant els seus inicis, causa dels disturbis polítics, es va centrar principalment en el retrat de tradició pictorialista.
El 1946 es va traslladar a l'Índia durant dos anys, on es va dedicar a la fotografia a temps complet. L'amistat iniciada a Bombai amb el fotògraf francès Henri Cartier-Bresson va transformar el seu enfocament, posant èmfasi en la fotografia de carrer i un estil més natural en els seus retrats. Tata va tornar a Xangai i va fotografiar, durant uns mesos acompanyat de Cartier-Bresson, l'ocupació de la ciutat pel nou règim comunista. A partir de la dècada de 1950, Tata es va dedicar a encàrrecs per a revistes destacades com el National Geographic. Via Hong Kong i l'Índia, Tata va emigrar a Mont-real el 1956, on va crear fotografies documentals per al National Film Board i va continuar fotografiant per a diverses publicacions. Fou reconegut pels seus retrats d'artistes i autors canadencs. L'obra de Tata ha estat objecte de llibres i exposicions itinerants. Les seves fotografies es troben a diverses institucions, inclosa la National Gallery of Canada.

## Primers anys de vida
Samuel Bejan Tata va néixer a Xangai, Xina, el 30 de setembre de 1911, en una família mercantil parsi. Va anar a l'escola pública de Xangai, i després va estudiar negocis durant dos anys a la Universitat de Hong Kong. Als vint-i-quatre anys es va dedicar a la fotografia, i va ser un dels membres fundadors del Shanghai Camera Club. Un amic del club, Alex Buchman, que treballava com a fotoperiodista per a China Press, va inspirar Tata a comprar la seva primera Leica i vagar pels carrers a la recerca d'imatges significatives. El 1939, va aprendre retrat d'estudi acadèmic amb Oscar Seepol, i més tard va estudiar amb els fotògrafs Lang Jingshan i Liu Xucang. Es va fer un expert en les seves primeres fotografies amb l'ús de la il·luminació i les tècniques additives afavorides pels pictorialistes. El seu enfocament en el retrat en aquests anys va ser degut en part per l'ocupació japonesa de Xangai el 1937, i Tata no va poder dedicar-se a la fotografia a temps complet fins al 1946, quan va arribar a Calcuta. La primera exposició de Tata, amb els seus retrats pictorialistes i els paisatges de Lang, es va realitzar el 1946.

## Bombai i Xangai
El novembre de 1947, gràcies als esforços del pintor indi Jehangir N. Unwalla, es van presentar seixanta de les fotografies de Tata a Bombai. El pròleg d'Unwalla al catàleg de l'exposició citava Julian Smith i Edward Steichen com a influències en Tata. Uns quants mesos més tard, en un altre espectacle patrocinat per la Bombay Art Society, Tata va conèixer el fotògraf francès Henri Cartier-Bresson, i gràcies a la seva influència i mentoria, es va animar renovat a dedicar-se al fotoperiodisme. Va començar a col·laborar en publicacions periòdiques de Bombai, a Trend i Flashlight.
El 1949, va tornar a Xangai, on va fotografiar la caiguda del Kuomintang i la presa de possessió de la ciutat per part de les tropes comunistes; durant un període l'acompanyà Cartier-Bresson. Tata va romandre a la ciutat fins al 1952. Aquell any, es va casar amb Marketa (Rita) Langer, una jove de 19 anys, una txeca de Sudenten, que com Tata, s'havia criat a Xangai. Aviat van fugir a Hong Kong. Durant aquest període, moltes de les primeres fotografies de Tata van ser confiscades pels censors xinesos. No obstant això, amb l'ajuda d'un diplomàtic va aconseguir treure de contraban les seves imatges de la revolució fora de la Xina. Va fer un viatge al Caixmir i l'Índia el 1955, i el seu foto assaig, "Himalyan Pilgrimage", es va publicar a la National Geographic l'octubre de 1956.

## Montreal i anys posteriors
Tata va emigrar, amb la seva dona i la seva filla Antònia, al Canadà el 1956 i es va establir a Mont-real. Ràpidament, va trobar feina fent fotografies per a pel·lícules documentals a la National Film Board i es va convertir en editor de fotografies per a la revista The Montrealer. En part a causa de la seva diferència d'edat, el matrimoni de Tata va acabar en divorci. A principis dels anys 60, rebutjant el seu antic estil acadèmic, va destruir la major part de la seva obra pictòrica a part dels retrats. Les fotografies de Tata van continuar apareixent a publicacions com Macleans, Chatelaine i Time. Va rebutjar ser un simple il·lustrador d'un text escrit, ja que el seu objectiu era que les imatges es mantinguin per si soles. Tata es va acostar més a aquest ideal en les seves aportacions a la revista Perspectives, on se li permetia triar entre els seus arxius fotogràfics.
De vegades per encàrrec, però cada cop més per iniciativa pròpia, va començar a recollir un dossier de retrats literaris i artístics canadencs, com Michel Tremblay, Leonard Cohen, Bill Reid, Irving Layton, George Bowering, Donald Sutherland, Alice Munro i Jacques de Tonnancour. Tata va preferir fer fotos amb una càmera de 35 mm i utilitzar la llum disponible a les llars dels retratats, on se sentirien més a gust i les seves personalitats es veurien més evocades posant entre les seves pertinences personals. El seu estil de conversa fluid, ple d'històries i anècdotes, també va ajudar a alleujar els nens que de vegades eren reticents a ser fotografiats. Segons l’experiència de Tata els millors retrats comencen a sortir a la meitat del rodet quan les persones han abaixat la guàrdia, s’han relaxat i s’han convertit en participants actius de la sessió. La majoria dels seus retrats mostren a la persona en contacte visual o proper amb el fotògraf.
Tata havia acumulat milers de negatius que documentaven la caiguda de Xangai, i el 1981 es va muntar una exposició revisada a partir d'una versió de 1970 a la National Gallery, titulada Shanghai 1949: Photographs by Sam Tata. L'any 1983 va viatjar per tercera vegada a l'Índia, on va enfocar la seva atenció als omnipresents símbols de la divinitat presents a la vida quotidiana. Cinc anys més tard, el Canadian Museum of Contemporary Photography va muntar una gran retrospectiva de la seva vida i obra, The Tata Era / L'Époque Tata que va recórrer el país. Va rebre el premi Victor Martyn Lynch-Staunton del Canadà (1982) i va ser nomenat membre de la Royal Canadian Academy of Arts. El 1990 va rebre el premi a la trajectòria de l'Associació Canadenca de Creadors d'Imatges Professionals (CAPIC). Quaranta de les seves fotografies van aparèixer a l'exposició de 1991 Canadian Writers a la National Library of Canada.
Entre els llibres dedicats a la seva fotografia destaquen Montreal (amb Frank Lowe, 1963), Expo 67: Sculpture (1967), A Certain Identity: 50 Portraits (1983), Xangai 1949: The End of an Era (1989), Portraits of Canadian Writers (1989). 1991) i Índia: Terra dels meus pares (2005).
Tata va morir el 3 de juliol de 2005 a l'edat de 93 anys a Sooke, Colúmbia Britànica, Canadà. El 8 d'abril de 2015, Canada Post va emetre un segell amb una fotografia titulada Angels, Saint-Jean-Baptiste Day, captada a Mont-real per Tata el 1962.

## Exposicions individuals seleccionades
- Retrats d'escriptors canadencs, National Library of Canada, Ottawa, 1991[12]
- The Tata Era/ L'Époque Tata, The Canadian Museum of Contemporary Photography, Ottawa, 1988[12]
- Xangai 1949: Fotografies de Sam Tata, National Gallery of Canada, Ottawa, 1981[30]
- A Certain Identity, Centaur Gallery of Photography, Montreal, 1974[30]
- Sam Tata: 30 fotografies, Perception Gallery, Montreal, 1971[30]
- Fotografies d'Àsia, George Eastman House, Rochester, Nova York, 1958[30]
- Fotografies de Sam Tata, Royal Ontario Museum, Toronto, 1957[30]
- A One-Man Show of Photographs de Sam B. Tata, Bombai, 1947[31]

## Exposicions col·lectives seleccionades
- It's All Happening So Fast: A Counter-History of the Modern Canadian Environment, Museu d'Art de la Universitat de Toronto, 2017[32]
- Fotografia al Canadà, National Gallery of Canada, 2017[33]
- Tendances actuelles au Québec: la photographie, Musée d'art contemporain, Montreal, 1979[30]
- La Fête, Rencontres internationales de la photograhie, Arles, França, 1978[34]
- The Magic World of Childhood, National Film Board Photo Gallery, Ottawa, 1971[34]
- Tres fotògrafs canadencs: Guenter Karkutt — John Flanders — Sam Tata, National Film Board Photo Gallery, Ottawa, 1970[34]
- Fotografia a Mid-Century, George Eastman House, Rochester, Nova York, 1959[34]
- Setena exposició de fotografia de tota l'Índia, Bombai, Índia, 1948[34]
- Espectacle per a dues persones amb Lang Jingshan, Xangai, 1946[34]

## Col·leccions
- Galeria Nacional del Canadà, Ottawa[35]
- Museu nacional de belles arts del Quebec[36]
- National Portrait Gallery, Londres[37]
- Galeria d'art de Winnipeg[38]
- Universitat de Toronto[4]